# لری د کیبل گای
دنیل لارنس ویتنی (انگلیسی: Daniel Lawrence Whitney؛ زاده ۱۷ فوریهٔ ۱۹۶۳) که با نام هنری هری د کیبل گای (انگلیسی: Larry the Cable Guy) شناخته می‌شود، استندآپ کمدین و هنرپیشه اهل ایالات متحده آمریکا است. از فیلم‌هایی که وی در آن نقش داشته‌است، می‌توان به صداپیشگی شخصیت ماتر در انیمیشن ماشین‌ها و دنباله آن ماشین‌ها ۲ و قسمت جدید آن ماشین‌ها ۳ اشاره کرد.

## فیلم‌شناسی
- ماشین‌ها (۲۰۰۶)
- ماتر و روح (۲۰۰۶)
- حفاظت بی‌شعور (۲۰۰۸)
- ماشین‌ها ۲ (۲۰۱۱)
- یک کریسمس مدیایی (۲۰۱۳)
- جیرینگ جیرینگ ادامه‌دار ۲ (۲۰۱۴)
- ماشین‌ها ۳ (۲۰۱۷)